# Tupelo Honey
Tupelo Honey es el quinto álbum de estudio del músico norirlandés Van Morrison, publicado por la compañía discográfica Warner Bros. Records en octubre de 1971. Morrison compuso todas las canciones en Woodstock, Nueva York, antes de trasladarse a vivir a Marin County, a excepción de «You're Myy Woman», compuesta durante las sesiones de grabación del álbum. La grabación se inició a comienzos del segundo trimestre de 1971 en los Wally Heider Studios de San Francisco, California, antes de trasladarse en mayo del mismo año a los Columbia Studios para finalizar el álbum.
El nombre del álbum y de la canción hómónima deriva de una variedad de miel producida a partir de las flores de tupelo, un árbol localizado mayoritariamente en el sureste de los Estados Unidos. El álbum incluyó una amplia diversidad de géneros musicales como el country, el R&B, el soul, el folk rock y el blue eyed soul. Las letras hacen eco de la felicidad doméstica de Morrison en la época, también retratada en la portada del álbum, que describe en gran medida y celebra el entorno rural de Woodstock y la vida familiar del músico con su por entonces esposa, Janet Rigsbee.
Tras su publicación, Tupelo Honey obtuvo un notable éxito en los Estados Unidos, donde alcanzó el puesto 27 en la lista Billboard 200 y fue certificado por la RIAA como disco de oro en 1977. Sin embargo, el álbum no entró en ninguna otra lista de discos más vendidos en ningún otro país. El álbum también produjo dos sencillos, «Wild Night» y «Tupelo Honey», que llegaron al top 50 de la lista Billboard Hot 100. Un tercer sencillo, «(Straight to Your Heart) Like a Cannonball», obtuvo un menor éxito y no llegó a entrar en la lista. A nivel de crítica, Tupelo Honey obtuvo reseñas generalmente positivas de la prensa musical, aunque biógrafos como Johnny Rogan y Erik Hage fueron más críticos con el álbum en retrospectiva.

## Trasfondo
Antes de las sesiones de Tupelo Honey, Morrison había grabado demos en Woodstock para un álbum de country. Algunas de las canciones planeadas para ese álbum aparecieron finalmente en Tupelo Honey, pero otras más tradicionales como «The Wild Side of Life», «Crying Time» y «Banks of the Ohio» fueron finalmente eliminadas. Morrison decidió marcharse de Woodstock cuando expiró el contrato de arrendamiento de su casa y su propietario quería mudarse a ella. Además, tal y como explicó a Richard Williams en Melody Maker, la publicación del documental Woodstock había alterado el carácter pintoresco de la comunidad: «Todo el mundo comenzó a aparecer en la estación de autobuses, y eso era todo lo contrario de lo que se supone que Woodstock era». En abril de 1971, antes de comenzar a grabar el álbum planeado, Morrison y su familia se trasladaron a Marin County, California, donde vivía la familia de Janet Planet. John Platania, guitarrista de Morrison, comentó al biógrafo Steve Turner que Morrison «no quería marchar, pero Janet quería irse al oeste. Fue manipulado sobre la marcha». La nueva casa del matrimonio estaba situada en un entorno rural, en una colina dentro de un bosque de secuoyas cercano a San Francisco. Con el traslado, Morrison abandonó la idea de grabar un álbum country y cambió parte del material original por canciones que había compuesto anteriormente.
En ese momento, Warner Bros. Records estaba sometiendo a Morrison a presión para que publicara sencillos de éxito y dos álbumes al año. Su anterior trabajo, His Band and the Street Choir, había sido publicado en noviembre de 1970. En una entrevista con Sean O'Hagan en 1990, Morrison describió el periodo en contraste con el ambiente relajado de la portada de Tupelo Honey: «Cuando me marché a la Costa Oeste, esta gente [los músicos con los que había trabajado en Woodstock] no estaban disponibles, por lo que prácticamente tuve que montar una nueva banda para hacer Tupelo Honey. Así que fue un periodo muy difícil. No quería cambiar mi banda, pero si quería ir al estudio tenía que descolgar el teléfono y llamar a alguien. Esa era la situación en la que estaba».

## Grabación
Debido a la ubicación de las sesiones de Tupelo Honey, después de pasar de Nueva York y California, los únicos músicos de la banda de Morrison que pudieron trabajar con él fueron el saxofonista Jack Schroer y su mujer Ellen, que contribuyó a los coros. Dos de los tres percusionistas del álbum habían trabajado también con Morrison en años anteriores: Connie Kay en Astral Weeks y Gary Mallaber en Moondance. En Tupelo Honey, Kay tocó la batería en cuatro canciones, mientras que Rick Shlosser fue utilizado en el resto del álbum, dejando a Mallaber como percusionista.  El biógrafo Howard DeWitt comentó que la música de Morrison se benefició con su traslado a California, y escribió que «la explosión musical en Marin County también añadió mucho a la música de Van. En particular, el trabajo de Ronnie Montrose en la guitarra hizo de Tupelo Honey un clásico del rock». Mark Jordan y John McFee completaron, junto a Montrose, la sección rítmica. Los miembros restantes de la sección de vientos fueron Bruce Royston y "Boots" Houston en la flauta y Luis Gasca en la trompeta. El grupo fue aumentado con el productor Ted Templeman, quien contribuyó tocando el órgano en «Tupelo Honey».
Las primeras sesiones de grabación tuvieron lugar en los Wallyy Heider Studios de San Francisco en la primavera de 1971. Solo cuatro de las canciones grabadas durante estas sesiones fueron incluidas en Tupelo Honey: «Wild Night», «Moonshine Whiskey», «I Wanna Roo You» y «Like a Cannonball». Rick Shlosser y John McFee tocaron en estas canciones, pero fueron finalmente excluidos de subsiguientes grabaciones. El ingeniero Stephen Barncard recordó que «teníamos al grupo ensayado, luego Ted Templeman iba al hotel, cogía a Van... Hacíamos una o dos tomas, Van volvía al hotel y la banda iba a la siguiente canción». A finales de la primavera, Morrison trasladó la grabación de Tupelo Honey a los Columbia Studios de San Francisco. En esta ocasión, Morrison ensayaba las canciones antes de que empezasen a grabar, lo que ayudó a que las sesiones funcionasen mejor. «You're My Woman» fue grabada unos días después del resto de las canciones, con Rick Shlosser en la batería.
Las voces en el álbum fueron siempre grabadas en directo después de ensayar cada canción cinco o seis veces, según el saxofonita "Boots" Houston, quien también comentó que, cuando Morrison y la banda entraban en el estudio, «solíamos tocar un conjunto [de canciones] sin repetir ninguna. Podíamos haber tocado quizás veinte canciones y Van volvía atrás y descartaba las que no quería. La única vez que nosotros volvíamos atrás era para sobregrabar los coros o la sección de vientos». Ted Templeman comentó que tuvo que pasar por tres ingernieros durante la grabación del álbum, debido a la «habilidad de Morrison como músico, arreglista y productor»: «Cuando tiene algo junto, lo quiere poner sin sobregrabaciones... Tuve que cambiar de ingenieros que no podían seguir su ritmo».

## Recepción
Tupelo Honey fue bien recibido por la prensa musical tras su lanzamiento. Jon Landau escribió en la revista Rolling Stone: «Tupelo Honey no es sino otro ejemplo del artista haciendo un uso mayor del álbum como unidad de comunicación en vez de simplemente canciones o cortes. Todo en él está perfectamente integrado». Por otra parte, John Tobler, de la revista ZigZag, comentó: «Si toda la música fuese tan buena como esta, no habría ninguna razón para hacer más, porque esto es lo real». El crítico Dave Marsh lo definió como «el álbum perfecto para Van: lo hace todo... tan increíblemente bien. No hay un mal corte en él, de eso estoy seguro».
Sin embargo, varios biógrafos de Morrison se mostraron menos impresionados con el álbum. Al respecto, Johnny Rogan comentó: «Tupelo Honey no fue una obra maestra sino una mejora considerable con respecto a His Band and the Street Choir. En un momento en el que la élite del rock era seducido por lamentos enamorados y las stel guitarr del country rock, Morrison emergió con una obra que ofrece una apariencia romántica conmovedora sin caer en el sentimentalismo banal». Por otra parte, Erik Hage compartió la opinión de que, para esa época, Morrison se había convertido en alguien suficientemente famoso para estar aislado de la crítica constructiva, lo que resultó en algunas de las canciones de amor a Janet Planet presentes en el álbum: «Obvias perogrulladas líricas, en realidad algunas de sus peores poesías desde las canciones de la venganza hacia Bang Records, y arreglos con muy poca inspiración».
A nivel comercial, Tupelo Honey alcanzó el puesto veintisiese en la lista estadounidense Billboard 200, el mejor registro para un álbum de Morrison en el país hasta entonces. Sin embargo, no entró en ninguna lista de discos más vendidos de ningún país europeo. A mediados de 1974, el álbum había superado las 350 000 copias vendidas, 50 000 más que Moondance, y en 1977 fue certificado como disco de oro por la RIAA. El álbum también produjo tres sencillos: el primero, «Wild Night», con una versión alternativa de «When That Evening Sun Goes Down» como cara B, alcanzó el puesto veintiocho en la lista Billboard Hot 100. En los Países Bajos, la canción obtuvo un menor resultado al llegar al puesto 24 de la lista Dutch Top 40. Un segundo sencillo, «Tupelo Honey», con «Starting a New Life» como cara B, llegó a la posición 47, mientras que el último sencillo, «(Straight to Your Heart) Like a Cannonball», solo alcanzó la posición 119, quedando fuera del Hot 100.
Años después, el propio Morrison comentó que «no estaba muy contento» con el resultado final. «Se trataba de canciones que quedaron de antes y que finalmente había cogido para usarlas. No eran realmente frescas. Eran un montón de canciones que habían estado dando vueltas por un tiempo. Estaba intentando hacer un álbum de country». El músico también comentó que no suele escucharlo y que le quedó mal sabor de boca tanto por Tupelo Honey como por His Band and the Street Choir.

## Diseño del álbum
El título del álbum deriva de una miel producida a partir de las flores de tupelo, un árbol localizado mayoritariamente en el sureste de los Estados Unidos. La fotografía del álbum fue realizada por Michael Maggid, amigo de Janet Planet, mujer de Morison, en la ciudad de Fairfax, California. La fotografía de portada muestra a Planet, subida a un caballo sin silla de montar, con Morrison caminando a su lado. El interior y la contraportada del disco mostraban a Morrison posado sobre la valla de un cercado, con su mujer a su derecha y un gato blanco y negro a su izquierda. Este entorno rural representante de una época pasada estuvo en boga en las portadas de varios discos de la época, especialmente en artistas de rock que se trasladaron desde la ciudad a comunidades rurales como The Band, CSNY y Grateful Dead. Morrison se quejó más tarde de la portada, diciendo que: «La fotografía fue tomada en un establo y yo no vivía ahí. Nos fuimos allí, tomamos la foto y marchamos. Mucha gente parece pensar que las portadas de los álbumes reflejan tu vida o algo así».

## Lista de canciones
Todas las canciones escritas y compuestas por Van Morrison excepto donde se anota. 
| Cara A |                                              |          |  |
| N.º    | Título                                       | Duración |  |
| 1.     | «Wild Night»                                 | 3:33     |  |
| 2.     | «(Straight to Your Heart) Like a Cannonball» | 3:43     |  |
| 3.     | «Old Old Woodstock»                          | 4:17     |  |
| 4.     | «Starting a New Life»                        | 2:10     |  |
| 5.     | «You're My Woman»                            | 6:44     |  |

| Cara B |                                         |          |  |
| N.º    | Título                                  | Duración |  |
| 1.     | «Tupelo Honey»                          | 6:54     |  |
| 2.     | «I Wanna Roo You (Scottish Derivative)» | 3:27     |  |
| 3.     | «When That Evening Sun Goes Down»       | 3:06     |  |
| 4.     | «Moonshine Whiskey»                     | 6:48     |  |

| Temas extra (reedición de 2008) |                                       |          |  |
| N.º                             | Título                                | Duración |  |
| 10.                             | «Wild Night» (Toma alternativa)       | 5:37     |  |
| 11.                             | «Down by the Riverside» (Tradicional) | 3:54     |  |

## Personal
| Músicos - Van Morrison: voz, guitarra, armónica y coros - Ronnie Montrose: guitarra, mandolina y coros - Bill Church: bajo - Rick Schlosser: batería - Connie Kay: batería en «Starting a New Life», «Tupelo Honey», «When That Evening Sun Goes Down» y «Old Old Woodstock» - Jack Schroer: saxofón alto, saxofón barítono y arreglos de vientos - Mark Jordan: piano eléctrico - Gary Mallaber: percusión y vibráfono - John McFee: pedal steel guitar - Ted Templeman: órgano - Bruce Royston: flauta y arreglos de flauta en «Tupelo Honey» - Luis Gasca: trompeta - Rolf "Boots" Houston: flauta, coros y arreglos de flauta en «Like a Cannonball» - Ellen Schroer: coros - Janet Planet: coros | Equipo técnico - Ted Templeman: productor musical - Stephen Barncard, David Brown, Doc Storch: ingeniero de sonido - Lee Herschberg, Donn Landee: mezclas - Ian Cooper: masterización - Ed Thrasher: dirección artística - Michael Maggid: fotografía |

## Posición en listas
| País           | Lista         | Posición |
| -------------- | ------------- | -------- |
| Estados Unidos | Billboard 200 | 27       |

| Sencillo       | País           | Lista             | Posición |
| -------------- | -------------- | ----------------- | -------- |
| «Wild Night»   | Estados Unidos | Billboard Hot 100 | 28       |
| «Wild Night»   | Países Bajos   | Dutch Top 40      | 24       |
| «Tupelo Honey» | Estados Unidos | Billboard Hot 100 | 47       |

## Certificaciones
| Fecha                   | País           | Organismo certificador | Certificación | Ventas certificadas |
| ----------------------- | -------------- | ---------------------- | ------------- | ------------------- |
| 13 de diciembre de 1977 | Estados Unidos | RIAA                   | Oro           | 500 000             |